# Stoya

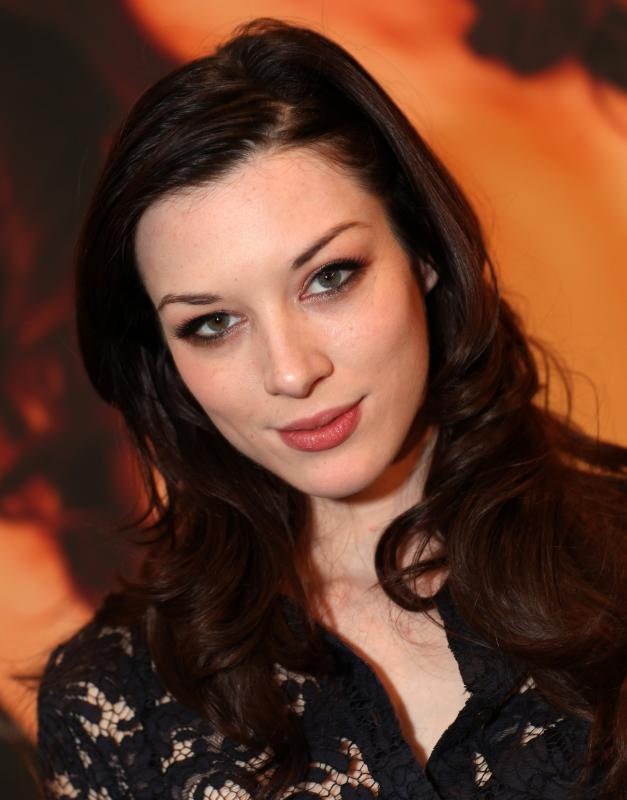
Stoya auf der Exxxotica 2013

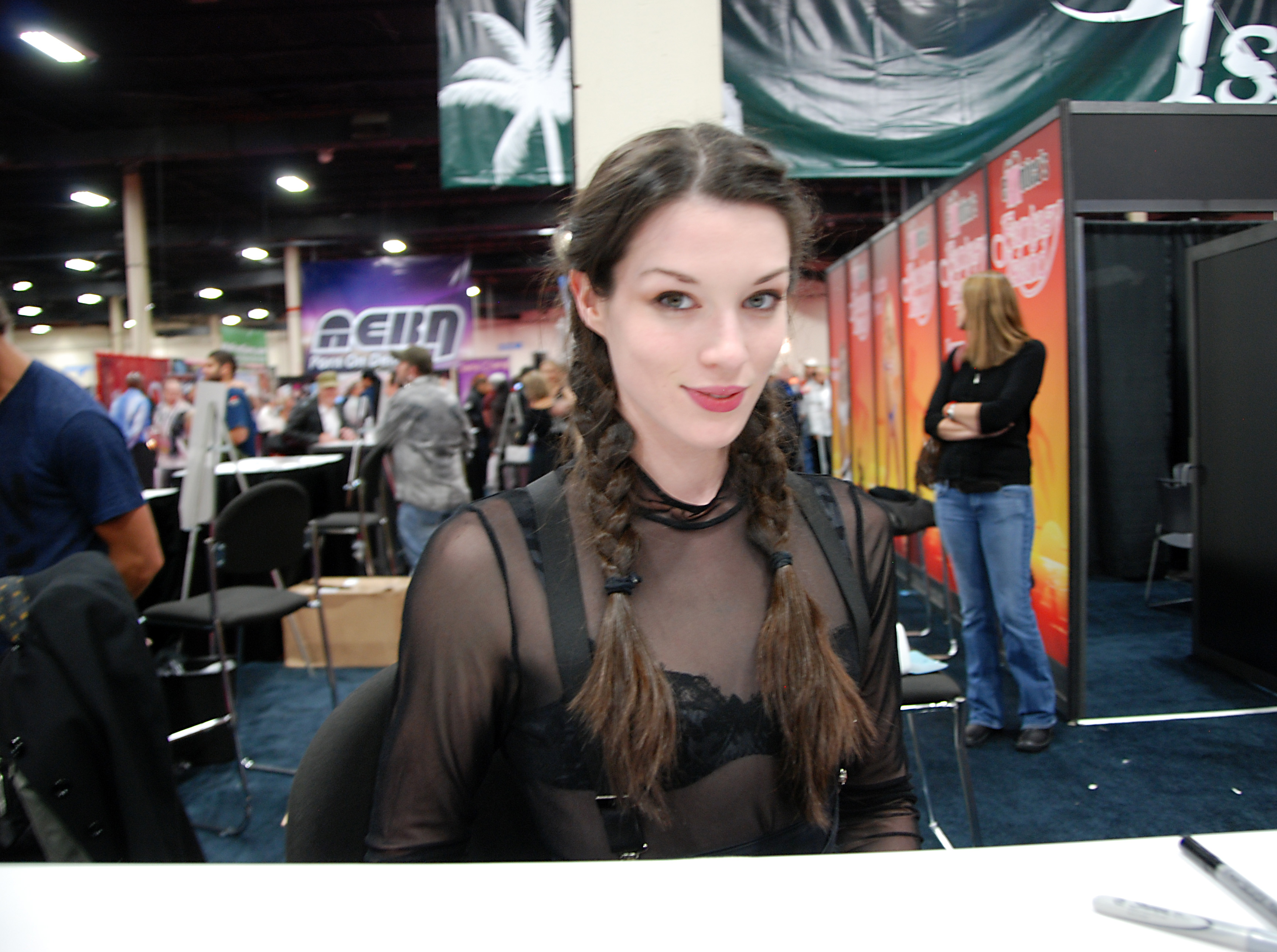
Stoya auf der Exxxotica 2010

Stoya (* 15. Juni 1986 in Wilmington, North Carolina) ist eine ehemalige US-amerikanische Pornodarstellerin und Schauspielerin. Seit 2019 schreibt sie im Online-Magazin Slate unter dem Namen Jessica Stoya.

## Leben
Stoya ist schottischer, serbischer und puerto-ricanischer Abstammung. Sie wuchs in North Carolina auf und begann im Alter von drei Jahren mit Tanzunterricht. Sie schloss die Highschool ab und studierte ein Semester Kunst und Design in Delaware. Danach arbeitete sie als Sekretärin, Flugblattverteilerin und Go-go-Tänzerin in Pennsylvania. 
Ihre Karriere als Pornodarstellerin begann sie 2006; ab 2007 hatte sie einen Exklusivvertrag für das Produktionsstudio Digital Playground. 2009 wirkte sie im mit Auszeichnungen bedachten Kurzfilm Kingpin of Pain, der im Rahmen des sogenannten 48-Stunden-Projektes innerhalb von zwei Tagen erstellt wurde, als Kamikazin Shegun 5000 mit.
2012 drehte der Fotograf und Filmemacher Clayton Cubitt mit Stoya die erste Folge der Kurzfilmreihe Hysterical Literature. In dieser sitzt eine junge Frau an einem Tisch und liest aus einem Buch vor, während sie von einem Vibrator in wenigen Minuten bis zum Orgasmus stimuliert wird. Nur das Gesicht und der bekleidete Oberkörper der Frau sind zu sehen. Im selben Jahr stand sie im Mittelpunkt des Musikvideos Do It With a Rockstar der Rocksängerin Amanda Palmer. Im Kinofilm Leaving Circadia von Evan Weinstein spielte sie 2013 eine Nebenrolle, im Kurzfilm The Pilgrim von Sean Buttimer eine Hauptrolle.
Im Science-Fiction-Film A. I. Rising von Lazar Bodroza verkörpert Stoya 2018 mit der Androidin Nimani 1345 eine der beiden Hauptrollen.
2015 beschuldigte Stoya den Pornodarsteller James Deen, mit dem sie in der Vergangenheit liiert war, sie vergewaltigt zu haben. Seitdem haben acht weitere Frauen ähnliche Vorwürfe gegen ihn erhoben, die er selbst bislang abstreitet.
Ihr Künstlername ist eine Kurzform des Geburtsnamens ihrer serbischen Großmutter und war bereits vor ihrer Karriere ihr Spitzname.

## Auszeichnungen
- 2008: Eroticline Award – Best US Newcomer[10]
- 2009: AVN Awards – Best New Starlet[11]
- 2009: AVN Awards – Best All-Girl Group Sex Scene (Cheerleaders)[11]
- 2009: XRCO Award – Best New Starlet
- 2012: AVN Awards – Hottest Sex Scene (Fan Award) (Babysitters)
- 2014: XBIZ Award – Best Scene Feature Movie (Code of Honor)

## Filmografie (Auswahl)
- Razördolls (2006)
- Stoya Video Nasty (2007)
- Stoya Sexy Hot (2008)
- Stoya Atomic Tease (2008)
- Stoya Scream (2008)
- Cheerleaders (2008)

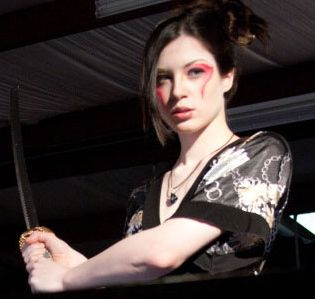
Stoya in der Rolle der Kamikazin Shegun 5000 in dem Kurzfilm Kingpin of Pain (2009)

- Pirates II: Stagnetti’s Revenge (2008)
- Kingpin of Pain (2009)
- Nurses (2009)
- Bad Girls 1, 5, 6, 7
- Teachers (2009)
- Top Guns (2010)
- Babysitters 2 (2011)
- Code of Honor (2012)
- Bridesmaids (2013)
- A.I. Rising (2018)